# Duke Johnson
Duke Johnson, né le 20 mars 1979 à Saint-Louis, est un scénariste et réalisateur américain.

## Filmographie
- 2006 : Marrying God, court-métrage
- 2008 : Moral Orel, série télévisée
- 2010 : Community, série télévisée
- 2010-2012 : Mary Shelley's Frankenhole, série télévisée
- 2012 : Beforel Orel : Trust, court-métrage
- 2015 : Anomalisa, co-réalisé avec Charlie Kaufman
- 2025 : The Actor

## Récompenses
- Miami Short Film Festival 2006 : Prix du jury pour Marrying God
- Nosotros American Latino Film Festival 2006 : Meilleur court-métrage pour Marrying God
- Indianapolis International Film Festival 2007 : Hoosier Lens Award pour Marrying God
- San Francisco Bay Area International Latino Film Festival 2007 : Prix du jury pour Marrying God
- Mostra de Venise 2015 : Lion d'argent - Grand prix du jury pour Anomalisa